# Rothisilpha bouleti
Rothisilpha bouleti är en kackerlacksart som beskrevs av Philippe Grandcolas 1997. Rothisilpha bouleti ingår i släktet Rothisilpha och familjen storkackerlackor.
Artens utbredningsområde är Nya Kaledonien. Inga underarter finns listade i Catalogue of Life.